# جايسون جاردينر
جايسون جاردينر (بالإنجليزية: Jason Gardener)‏ (و. 1975  م) هو عداء سريع، ومنافس ألعاب قوى بريطاني، ولد في باث، شارك في الألعاب الأولمبية الصيفية 2004، والألعاب الأولمبية الصيفية 2000، ودورة ألعاب الكومنولث 2006.

## التعليم
تعلم في جامعة باث سبا
.

## روابط خارجية
- جايسون جاردينر على موقع الاتحاد الدولي لألعاب القوى (الإنجليزية)
- جايسون جاردينر على موقع أوليمبيديا (الإنجليزية)
- جايسون جاردينر على موقع اللجنة الأولمبية البريطانية (الإنجليزية)
- جايسون جاردينر على موقع اتحاد ألعاب الكومنولث (مؤرشف) (الإنجليزية)